# Sirius (brano musicale)
Sirius è un brano strumentale del gruppo musicale britannico The Alan Parsons Project, fondato da Alan Parsons ed Eric Woolfson. È la prima traccia del sesto album in studio, Eye in the Sky, pubblicato nel maggio del 1982 dalla Arista Records.

## Descrizione
Il brano dura 1 m e 54 s, dopodiché sfuma in Eye in the Sky. I due brani collegati insieme hanno preso il titolo di Sirius/Eye in the Sky. Dalle radio, per via dei limiti di tempo, viene utilizzata sempre solo la parte Eye in The Sky, immancabile invece nei concerti tenuti da Alan Parsons dal 1990 in poi.

## Promozione
Il brano è stato usato, per ben sei stagioni sportive della NBA, negli anni novanta, come sottofondo musicale durante l'ingresso in campo della squadra dei Chicago Bulls.
In Italia è stato utilizzato per la presentazione della Pallacanestro Varese durante le partite casalinghe disputate al Palazzetto dello sport, oltre che per presentare l'undici titolare della squadra di calcio del Genoa; è uno dei cambiamenti della nuova gestione societaria da parte di 777 Partners. È stata inoltre utilizzata nel programma televisivo Trasformat.

## Altri utilizzi
TG2 Spazio SetteNel 1982 la rubrica settimanale del Tg2 Spazio Sette utilizza Sirius come sigla iniziale.
Lui è peggio di meNel 1985 il brano Sirius viene inserito nelle battute finali del film Lui è peggio di me con Renato Pozzetto ed Adriano Celentano, diretto da Enrico Oldoini.
Ricky "the Dragon" SteamboatDal 1985 al 1988 il wrestler Ricky "the Dragon" Steamboat ha utilizzato il brano Sirius come sottofondo per i suoi ingressi nell'arena per gli incontri della World Wrestling Federation.
EsplorandoNel 1987 Sirius viene utilizzato come sigla della trasmissione televisiva Esplorando, trasmessa su Rai 1 e condotta da Mino Damato.
Chicago BullsNel 1996 la squadra NBA, ha utilizzato Sirius come sottofondo musicale per l'ingresso in campo dei giocatori per la finale di quell'anno.
Dr PepperNel 2008 il brano Sirius, è stato utilizzato nello spot televisivo della bibita Dr Pepper, dove l'ex cestista Dr J spiega i motivi per cui sceglie la famosa bibita.
UEFA Euro 2012In occasione del campionato europeo di calcio 2012, svoltosi in Polonia e Ucraina dall'8 giugno al 1º luglio 2012, la strumentale Sirius è stata eseguita dopo gli inni nazionali a ogni partita, nei minuti che precedevano il calcio d'inizio.
NissanNel 2013 Sirius è stato utilizzato nello spot televisivo della casa automobilistica giapponese Nissan. Lo spot riguardava il lancio della nuova serie di tre autovetture, la Altima, il Pathfinder e la Sentra.
The Last DanceIl documentario sulla vita di Michael Jordan, intitolato The Last Dance, trasmesso nel 2020 su Netflix contiene il brano Sirius nella colonna sonora.
Genoa calcioPer la stagione 2021-2022 la squadra italiana di calcio del Genoa, che militava in Serie A, ha utilizzato come sottofondo musicale per l'ingresso in campo dei calciatori, nelle partite casalinghe, il brano strumentale Sirius dell'album Eye in the Sky del 1982.
Hellas VeronaNella stagione di Serie A 2021-2022, la squadra di calcio dell'Hellas Verona ha utilizzato la canzone come sottofondo musicale alla lettura delle formazioni prima delle partite casalinghe.